# Bakonytamási
Bakonytamási es un pueblo ubicado en el distrito de Pápa, en el condado de Veszprém, Hungría.

## Superficie
Posee una superficie de 20,49 kilómetros cuadrados.

## Demografía
Hasta 2019 la población era de 562 habitantes, con una densidad de población de 27,43 habitantes por kilómetro cuadrado.